# Auguste Daumain
Auguste Moïse Daumain (* 31. Juli 1877 in Selles-sur-Cher; † 7. Dezember 1938 in Santiago de Chile, Chile) war ein französischer Radsportler.
Im Jahr 1900 nahm er bei den Olympischen Spielen in Paris am 25-km-Rennen und dem Sprint teil. Im 25-km-Rennen konnte er sich hinter Louis Bastien und Lloyd Hildebrand mit einer Zeit von 29:36,20 Minuten die Bronzemedaille holen. Im Sprint hingegen schied er im Viertelfinale aus.
In den Jahren 1903 bis 1905 war Daumain als Profiradfahrer unterwegs und nahm dreimal an der Tour de France teil. Seine einzige Zielankunft gelang ihm 1904 mit einem 6. Platz. Sein einzig anderes bekanntes Ergebnis ist ein 10. Platz beim Rennen Paris-Valenciennes im Jahr 1903.